# Cung Le
Cung Le (ur. 25 maja 1972 w Sajgonie) − amerykański zawodnik mieszanych sztuk walki (MMA) oraz sandy pochodzenia wietnamskiego. Były mistrz organizacji Strikeforce wagi średniej. Jest również aktorem grającym w filmach akcji.

## Kariera sportowa
W wieku 10 lat zaczął trenować taekwondo (czarny pas). Później uprawiał karate, zapasy, brazylijskie jiu-jitsu oraz sandę, w której ma wiele sukcesów, m.in. zawodowe mistrzostwo świata w kategorii półciężkiej. Od 2006 roku jest zawodnikiem MMA.

### MMA
Zawodowo Le walczy od 2006 roku, od samego początku wiążąc się z organizacją Strikeforce. Po wygraniu 5 walk przed czasem stanął do walki o pas mistrzowski Strikeforce wagi średniej przeciwko Frankowi Shamrockowi. Shamrock wskutek jednego z kopnięć Le doznał złamania ręki, przez co nie mógł przystąpić do 4. rundy i stracił tytuł na rzecz Wietnamczyka. Le zrezygnował później z mistrzostwa, skupiając się na karierze aktorskiej. Powrócił do sportowej rywalizacji na gali Strikeforce: Evolution, gdy został znokautowany przez Scotta Smitha, doznając pierwszej porażki w karierze MMA. Kilka miesięcy później doszło do rewanżu, tym razem to Le okazał się lepszy, nokautując Amerykanina kopnięciem obrotowym.
Po kolejnej dłuższej przerwie związał się z UFC. W swoim debiucie na gali UFC 139: Shogun vs. Henderson zmierzył się z Brazylijczykiem Wanderleiem Silvą. Wietnamczyk kontrolował początek pojedynku, zadając widowiskowe kopnięcia obrotowe i boczne, jednak kilkanaście sekund przed końcem 2. rundy został znokautowany, doznając drugiej porażki na zasadach MMA. Pojedynek ten został uznany przez włodarzy UFC za "walkę wieczoru". Swój ostatni zawodowy pojedynek w MMA stoczył 7 lipca 2012 roku na gali UFC 148 wygrywając na punkty z wracającym do UFC Kanadyjczykiem Patrickiem Côté.
10 listopada (UFC on Fuel TV 6) na pierwszej organizowanej gali w Chinach, a dokładniej w Makau nieoczekiwanie znokautował byłego mistrza UFC wagi średniej Richa Franklina prawym sierpowym już na początku 1. rundy.

## Filmografia

### Aktor
- 1997: Sleight of Hand jako Victor
- 2001: Strażnik Teksasu jako Cung Le
- 2004: Kwoon jako Mort Ission
- 2005: Dark Assassin jako The Assassin
- 2007: Blizhniy Boy: The Ultimate Fighter jako Erik
- 2009: Fighting jako Dragon Le
- 2009: Pandorum jako Manh
- 2009: Strażnicy i zabójcy jako Yan Xiao-Guo's henchman #1
- 2009: Prawdziwa legenda jako Militia Leader
- 2010: Tekken jako Marshall Law
- 2012: Dragon Eyes jako Hong
- 2012: Człowiek o żelaznych pięściach jako Bronze Lion
- 2013: Wielki mistrz jako Iron Shoes
- 2014: A Certain Justice jako John Nguyen
- 2015: Codename: The Dragon (TV Movie) jako Logan Le / The Dragon
- 2016: Hawaii Five-0 jako Phillipe Te'o
- 2017: Ochroniarz jako Dead Eyes
- 2015-2017: Into the Badlands: Kraina Bezprawia jako Abbott 1 / Cyan
- 2017: Wściekły pies jako Boon
- 2018: Ou Zhou gong lue jako Assassin

### Producent
- 2012: Dragon Eyes
- 2014: A Certain Justice
- 2015: Codename: The Dragon (TV Movie)